# 森永理科
森永 理科（もりなが りか、1980年4月25日 - ）は、日本の声優、舞台女優、歌手。マウスプロモーション所属。バンド「functioncode」のヴォーカル担当。
代表作は、デュエル・マスターズ（古今プリ人）、ローゼンメイデン （蒼星石）、瀬戸の花嫁 （銭形巡）、テイルズ オブ ヴェスペリア（リタ・モルディオ）など

## 人物
BSQR489で放送していたラジオ『ヒヤマ・クラタの声優パソ☆コン』に応募し、5週連続勝ち抜き、それが声優の道へ進むきっかけとなる。
2002年、植田佳奈、斎藤千和、中原麻衣と声優ユニット「みっくすJUICE」を結成。翌年、ユニットメンバーらと出演した『妄想科学シリーズ ワンダバスタイル』で声優デビュー。
音楽活動との両立などを理由に2007年6月30日付けでアイムエンタープライズを退社、フリーを経て、エクセレックスに移籍。2014年12月31日の自身のブログ記事において、エクセレックスからマウスプロモーションへ移籍する予定であることを表明。また、エクセレックスの公式サイトからも、正式に彼女の移籍に関する声明を発表した。
同じく声優である中澤まさともは親戚（又従弟にあたる）。

### 声優以外の活動
「暗黒の宝塚」とも呼ばれるアングラ演劇の『月蝕歌劇団』の一員として、舞台女優の活動もしている。森永理科という芸名は入団時についたもの。初舞台は2000年5月の『家畜人ヤプー』。同年10月の『ピーター・パン』より踊りの振付も担当。多忙のため、2006年以後の舞台出演はしていない。
2003年10月よりfunctioncodeのヴォーカルとしてバンド活動も開始した。寺山修司からJ・A・シーザーのアングラの流れを汲む表現を続けている。リザードのMOMOYOが主催するバンド、Gig AntiqueSのゲストヴォーカル兼パフォーマーとして、不定期にライヴ活動を行っている。
「DIETS!」や「Senseless Face」といったブランドのカタログ、ウェブサイトなどでは服飾モデルとして活動している。
劇団プロジェクト「PSYCHOSIS」を立ち上げ。演出などに携わっている。

## 出演
太字はメインキャラクター。

### テレビアニメ
2003年
- D.C. 〜ダ・カーポ〜（男の子）
- 妄想科学シリーズ ワンダバスタイル（春野さくら）
- セイント・ビースト〜聖獣降臨編〜（ピンキー）

2004年
- ローゼンメイデン（2004年 - 2013年、蒼星石） - 3シリーズ + 特別編

2005年
- かみちゅ!（三枝祀）
- ケロロ軍曹（モグ子）
- SPEED GRAPHER（女子高生2）
- トランスフォーマー ギャラクシーフォース（ローリ）

2006年
- いぬかみっ!（たゆね）
- 牙 -KIBA-（ミレッド）
- 地獄少女 二籠（花村弓枝）
- シムーン（マミーナ）
- ちょこッとSister（足来真琴）
- となグラ!（女子生徒B）
- NIGHT HEAD GENESIS（ナジ）
- 爆球Hit! クラッシュビーダマン（西園寺アオイ）
- BLACK LAGOON（景山の次女）
- BLOOD+（ナハビ）
- まじめにふまじめ かいけつゾロリ（店員B、女性A）
- ヤマトナデシコ七変化♥（女生徒）

2007年
- 怪物王女（フランシスカ）
- がくえんゆーとぴあ まなびストレート!（前生徒会長）
- 風のスティグマ（神凪煉）
- CLAYMORE（クラウディア、ディアナ）
- スカルマン（子供）
- 瀬戸の花嫁（銭形巡）
- 桃華月憚（香陽、ネロ）
- みなみけ（2007年 - 2013年、マコト / マコちゃん） - 4シリーズ
- もえたん（瑠璃子）
- ロミオ×ジュリエット（娘、女の子）

2008年
- 狂乱家族日記（死神三番）
- CLANNAD 〜AFTER STORY〜（子供）

2009年
- 咲-Saki-（2009年 - 2014年、池田華菜） - 3シリーズ

2010年
- ストライクウィッチーズ2（フェルナンディア・マルヴェッツィ）

2011年
- 境界線上のホライゾン（2011年 - 2012年、東、黒藻の獣） - 2シリーズ

2014年
- ハマトラ（ネル）

2016年
- ろんぐらいだぁす!（千早）

2017年
- デュエル・マスターズ（2017年 - 2022年、古今プリ人、キラの母、ぴょんこ姫のウサギ、ダンゴウB、大人プリト） - 6シリーズ
- 名探偵コナン（2017年 - 2022年、保利舞子、西脇香恵）

2020年
- トミカ絆合体 アースグランナー（検太）
- ぐらぶるっ!（モルフェ）

2021年
- ワールドウィッチーズ発進しますっ!（フェルナンディア・マルヴェッツィ）
- のりものまん モービルランドのカークン（センキー）

### 劇場アニメ
- いぬかみっ! THE MOVIE 特命霊的捜査官・仮名史郎っ!（2007年、たゆね）
- テイルズ オブ ヴェスペリア 〜The First Strike〜（2009年、リタ・モルディオ）
- ストライクウィッチーズ 劇場版（2012年、フェルナンディア・マルヴェッツィ）
- 劇場版 誰ガ為のアルケミスト（2019年、アルマ、山際結）

### OVA
- 円盤皇女ワるきゅーレ 星霊節の花嫁（2005年、みか、女生徒）
- 瀬戸の花嫁OVA 仁・義（2008年 - 2009年、銭形巡）
- みなみけ（2009年 - 2013年、マコト / マコちゃん）- 3作品
- 瀬戸の花嫁　否苦炒亜怒羅魔 極道の妻 KEJIME（2010年、銭形巡）
- 咲日和（2015年、池田華菜、池田緋菜、池田菜沙、池田城菜）

### Webアニメ
- ひよこのさむらい ひよざえもん（2007年、ひよざえもん）
- マウスどうぶつえん（2017年 - 、コウモリのりか）
- マウスどうぶつえん名作劇場（2020年、コウモリのりか）

### ゲーム
2004年
- D→A:WHITE（クー）
- Monochrome（雛水）
- Remember11 -the age of infinity-（冬川こころ）

2005年
- ブルーフロウ（レイチェル＝ジェラス、五十嵐たまお、マルグリッド＝シャルマン）

2006年
- 乙女の事情（橘舞美）
- ガジェットトライアル（ユーリ）
- 鳥篭の向こうがわ（ドルチェ）
- FRAGMENTS BLUE（五十嵐夏音）
- ブルーブラスター（イリス＝ラファイエット、レイチェル＝ジェラス）

2007年
- アルトネリコ2 世界に響く少女たちの創造詩（フレリア）
- サモンナイト ツインエイジ 〜精霊たちの共鳴〜（ウグニア）
- SIMOUN 異薔薇戦争〜封印のリ・マージョン〜（マミーナ、エレノア）
- 妖鬼姫伝 〜あやかし幻灯話〜（天宮月夜）

2008年
- テイルズ オブ ヴェスペリア（リタ・モルディオ）
- ブレイザードライブ（コウタ）
- らき☆すた 〜陵桜学園 桜藤祭〜（八坂こう）

2009年
- テイルズ オブ バーサス（リタ・モルディオ）
- らき☆すた ネットアイドル・マイスター（八坂こう）

2010年
- 咲-Saki- Portable（池田華菜）
- ストライクウィッチーズ2 いやす・なおす・ぷにぷにする（フェルナンディア・マルヴェッツィ）
- マリッジロワイヤル プリズムストーリー（三条朝日）

2011年
- テイルズ オブ ザ ワールド レディアント マイソロジー3（リタ・モルディオ）

2013年
- 境界線上のホライゾン PORTABLE（東）

2014年
- テイルズ オブ リンク（リタ・モルディオ）
- テイルズ オブ アスタリア（リタ・モルディオ）
- テイルズ オブ ザ ワールド レーヴ ユナイティア（リタ・モルディオ）
- 嫁コレ（蒼星石）
- ローゼンメイデン ヴェヘゼルン ジー ヴェルト アップ（蒼星石）

2015年
- ウチの姫さまがいちばんカワイイ（鬼灯姫 ほおずき お市）
- 御城プロジェクト（与板城）
- 咲-Saki- 全国編（池田華菜）

2016年
- 御城プロジェクト:RE〜CASTLE DEFENSE〜（与板城、尾山御坊、佐久間金沢城、尾山城、前田金沢城）
- グランブルーファンタジー（モルフェ）
- 神撃のバハムート（ノヴァ）

2017年
- エンドライド -X fragments-（キーラ）
- テイルズ オブ ザ レイズ（リタ・モルディオ）

2018年
- 装甲娘（タツノ ヒロエ、ヒフミ ヨシコ）

2019年
- テイルズ オブ ヴェスペリア REMASTER（リタ・モルディオ）
- クイズRPG 魔法使いと黒猫のウィズ（ハルディス、ヘラIII / ジュノン）

2020年
- 装甲娘 ミゼレムクライシス（ビビンバードX-IV、ビビンバードX-III）
- テイルズ オブ クレストリア（リタ・モルディオ）
- SINoALICE -シノアリス-（蒼星石）

2021年
- ワールドウィッチーズ UNITED FRONT（フェルナンディア・マルヴェッツィ）

2022年
- モンスターストライク（シュレディンガー）

2023年
- 麻雀格闘倶楽部Sp（池田華菜）
- キュービックスターズ（シュレディンガー）

2025年
- RAIDOU Remastered: 超力兵団奇譚（朝倉タヱ）

### ドラマCD
- えこといっしょ。 CDでもいっしょ。 vol.1（2007年、海老沢妙子）
- 怪物王女 ドラマCD「放浪王女」（フランシスカ）
- 風の聖痕 富士見ドラマCDコレクション（神凪煉）
- カミヨミ（安徳天皇）
- すぱすぱ（結城千早）
- ゼロイン（薗部桜）
- テイルズ オブ ヴェスペリア ドラマCD（リタ・モルディオ）
- ドラマCD「デビルサマナー 葛葉ライドウ 対 隻眼化神」前・後編（朝倉タヱ）
- MAUSU THEATER[注 3]
  - Vol.022 - Vol.024（フェアリーはつらいよ）
  - Vol.035（マウスおとぎばなし）
  - Vol.088（支配人）
- みなみけ シリーズ（マコト / マコちゃん）
  - みなみけ
  - みなみけ〜おかわり〜
  - みなみけ おかえり
- 瀬戸の花嫁シリーズ（銭形巡）
- ローゼンメイデン シリーズ（蒼星石）
  - ローゼンメイデン オリジナルドラマCD 〜『探偵』Detektiv〜
  - ローゼンメイデントロイメント キャラクタードラマCD Vol.4 蒼星石
  - ローゼンメイデン[33]

### ラジオ
- みっくすJUICEのワンダバスタイル（文化放送『A&Gメディアステーション こむちゃっとカウントダウン』内で放送：2003年1月4日 - 3月29日）
- VOICE CREW（NACK5：2003年4月6日 - 9月28日。今井麻美と共に11代目パーソナリティを務める）
- ラグナロクオンライン THE RADIO（文化放送：2004年4月6日 - 9月21日。桃井はること共にパーソナリティを務める）
- おまいり、かみちゅ!（ラジオ大阪：2005年5月21日 - 12月25日。MAKO、峯香織と共にパーソナリティを務める）
- 満月街 〜月夜の街に雨が降る〜（ニッポン放送『有楽町アニメタウン』内で放送されたラジオドラマ。御堂橋蓮役）
- もえたん リスニングRADIO（BEAT☆Net Radio!、ランティスウェブラジオ：2007年7月6日 - 12月28日。戸松遥と共にパーソナリティーを務める）
- 森永理科のアウトローラジオ（超!A&G+：2007年9月3日 - 2011年9月24日）

### 吹き替え
- Glee/グリー（ヴァネッサ）
- ミラキュラス レディバグ&シャノワール（ストーミーウェザー）

### ラジオCD
- 水銀燈の今宵もアンニュ〜イ Vol.2（蒼星石）

### 実写
- まるみえ みっくすJUICE（アニメイトTVでネット配信後、新規映像を加えたDVD全3巻が発売）
- らぐジェネ（MC、インターネットテレビ3局で配信）
- 月蝕歌劇団出演各作品（DVD、ビデオ劇団で発売）
  - 花と蛇 舞台DVD
- みなみけ!5の2!歌祭りだょ!放課後大爆発!!（2009年4月22日）
- テイルズ オブ フェスティバル 2010、2011、2012、2014、2017、2018、2019、2020、2021
- 咲-Saki-フェス 四角い宇宙でSquarePanic!（2013年3月6日）

### その他コンテンツ
- 恒星探査船ダンテ（ダンテ、サイエンスチャンネル[34]）
- 自主制作DVD ツキ姉と僕（僕）（第19回CGアニメコンテスト入選作品）
- ROCK WAVE（テレ玉）
- V-CLIPS（テレ玉）
- 「ゴールデンエッグ」1巻発売記念PV（天野翠[35]）

## ディスコグラフィ

### CD
- 月蝕歌劇団・ネヴァーランド航海記（2002年5月1日）

### キャラクターソング
| 発売日   | 商品名                                                       | 歌                                                                                  | 楽曲                         | 備考                                                |
| 2008年   | 2008年                                                       | 2008年                                                                              | 2008年                       | 2008年                                              |
| -------- | ------------------------------------------------------------ | ----------------------------------------------------------------------------------- | ---------------------------- | --------------------------------------------------- |
| 4月23日  | みなみけ びより                                              | マコト（森永理科）                                                                  | 「MATOKONOKO」               | テレビアニメ『みなみけ』関連曲                      |
| 6月27日  | 瀬戸の花嫁 キャラクターソング3 GAP                           | 銭形巡（森永理科）                                                                  | 「GAP」                      | テレビアニメ『瀬戸の花嫁』関連曲                    |
| 11月28日 | 未来へGo                                                     | DEKABANCHO                                                                          | 「未来へGo」                 | テレビアニメ『瀬戸の花嫁OVA・仁』エンディングテーマ |
| 12月24日 | 天使爛漫 Love Power                                          | 瀬戸花えんじぇるず                                                                  | 「天使爛漫 Love Power」      | テレビアニメ『瀬戸の花嫁OVA・義』エンディングテーマ |
| 2009年   |                                                              |                                                                                     |                              |                                                     |
| 6月26日  | エミル・クロニクル・オンライン キャラクターイメージCD SPRING | ルルイエ（森永理科）                                                                | 「Dancingヒエラルキー」      | ゲーム『エミル・クロニクル・オンライン 』関連曲     |
| 7月23日  | みなみけ きゃらくたーそんぐべすとあるばむ                    | マコト（森永理科）                                                                  | 「まかせてティーチャー」     | テレビアニメ『みなみけ』関連曲                      |
| 7月29日  | 咲-Saki- THE 夢のヒットスクエア キャラソン対局編             | 宮永咲（植田佳奈)、天江衣（福原香織）、池田華菜（森永理科）、加治木ゆみ（小林ゆう） | 「麻雀天使にかこまれちゃう」 | テレビアニメ『咲-Saki-』関連曲                      |
| 7月29日  | 咲-Saki- THE 夢のヒットスクエア キャラソン対局編             | 池田華菜（森永理科）                                                                | 「イキナリナリユキナリッ」   | テレビアニメ『咲-Saki-』関連曲                      |
| 8月26日  | エミル・クロニクル・オンライン キャラクターイメージCD SUMMER | ルルイエ（森永理科）                                                                | 「スターマインFestival」     | ゲーム『エミル・クロニクル・オンライン 』関連曲     |

### シリーズ一覧
1. ↑  第1期（2004年）、第2期『トロイメント』（2005年 - 2006年）、特別編『オーベルテューレ』（2006年）、新アニメ版（2013年）
2. ↑  第1期（2007年）、第2期『〜おかわり〜 』（2008年）、第3期『おかえり』（2009年）、第4期『ただいま』（2013年）
3. ↑  第1作（2009年）、第2作『阿知賀編 episode of side-A』（2012年）、第3作『全国編』（2014年）
4. ↑  第1期（2011年）、第2期『II』（2012年）
5. ↑  【デュエル・マスターズ（2017年版）】

第1期（2017年 - 2018年）、第2期『デュエル・マスターズ！』（2018年 - 2019年）、第3期『デュエル・マスターズ!!』（2019年 - 2020年）

【デュエル・マスターズ キング】

第1期（2020年）、第2期『キング！』（2022年）、第3期『キングMAX』（2022年）

### ユニットメンバー
1. ↑  銭形巡（森永理科）、不知火明乃（喜多村英梨）
2. ↑  瀬戸燦（桃井はるこ）、江戸前留奈（野川さくら）、不知火明乃（喜多村英梨）、銭形巡（森永理科）